# Кисловка (река)
Ки́словка (в низовье протока Бурундук) — река в Томске и Томском районе Томской области, левый приток Томи.
Длина Кисловки — 49 км, образуется слиянием рек Еловка и Жуковка на территории Тимирязевской лесной дачи, рядом с деревней Головина, протекает рядом с деревней Кисловка, сёлами Тимирязевское и Дзержинское, деревнями Петрово и Борики, впадает слева в Томь в 51 км от её устья, напротив города Северска. Возле Тимирязевского Кисловка протекает через Тояново озеро, перед впадением в Томь называется протокой Бурундук.
Площадь водосбора — 200 км², средняя глубина — 0,3 м. Среднегодовой расход воды — 1,20 м³/с.
На левом берегу реки возле деревни Кисловка располагается биологический памятник природы — «Кисловский бор (поселение муравьёв)».

## Притоки
- 18 км: Пылковка (лв)
- 49 км: Еловка (лв)
- 49 км: Жуковка (пр)

## Данные водного реестра
По данным государственного водного реестра России относится к Верхнеобскому бассейновому округу, водохозяйственный участок реки — Томь от города Кемерово до устья, речной подбассейн реки — бассейны притоков (Верхней) Оби до впадения Томи. Речной бассейн реки — (Верхняя) Обь до впадения Иртыша.
Код водного объекта в государственном водном реестре — 13010300412015200012967.

## Галерея
- Три моста через Кисловку в Тимирязево
- Мост в Кисловке
- Кисловский бор
- Бурундук